# 에피박코로나 코로나19 백신
EpiVacCorona(러시아어: ЭпиВакКорона)는 러시아의 벡터 연구소에서 개발한 코로나19 백신이다.

## 예방률
예방률은 79%로 높은편은 아니다.